# قائمة الحركات الشعبية القومية العربية
قائمة الحركات القومية العربية ذات الطابع الشعبي:
- المؤتمر القومي العربي.
- حركة الناصريين المستقلين.
- حركة القوميين العرب.
- منظمة الشباب القومي العربي.
- التنظيم الوحدوي الشعبي الناصري.
- التنظيم الشعبي الناصري في لبنان.
- جبهة التحرير العربية.
- الجبهة الشعبية لتحرير فلسطين.
- حركة المرابطون.
- المؤتمر الشعبي اللبناني.